# Landtags- und Gemeinderatswahlkreis Innen-West
Der Wahlkreis Innen-West ist ein Wahlkreis in Wien, der die Wiener Gemeindebezirke Neubau, Josefstadt und Alsergrund umfasst. Bei der Landtags- und Gemeinderatswahl 2020 waren im Wahlkreis Innen-West 60.226 Personen wahlberechtigt, wobei bei der Wahl die Sozialdemokratische Partei Österreichs (SPÖ) mit 34,4 % als stärkste Partei hervorging. Die SPÖ, die Grünen und die Österreichische Volkspartei (ÖVP) erzielten bei der Wahl je eines der fünf möglichen Grundmandate.

## Wahlergebnisse
| Landtags- und Gemeinderatswahlen im Wahlkreis Innen-West | Landtags- und Gemeinderatswahlen im Wahlkreis Innen-West | Landtags- und Gemeinderatswahlen im Wahlkreis Innen-West | Landtags- und Gemeinderatswahlen im Wahlkreis Innen-West | Landtags- und Gemeinderatswahlen im Wahlkreis Innen-West | Landtags- und Gemeinderatswahlen im Wahlkreis Innen-West | Landtags- und Gemeinderatswahlen im Wahlkreis Innen-West | Landtags- und Gemeinderatswahlen im Wahlkreis Innen-West | Landtags- und Gemeinderatswahlen im Wahlkreis Innen-West |
| Wahltermin                                               | GM                                                       |                                                          | SPÖ                                                      | ÖVP                                                      | FPÖ                                                      | GRÜNE                                                    | LIF/NEOS                                                 | Sonstige                                                 |
| -------------------------------------------------------- | -------------------------------------------------------- | -------------------------------------------------------- | -------------------------------------------------------- | -------------------------------------------------------- | -------------------------------------------------------- | -------------------------------------------------------- | -------------------------------------------------------- | -------------------------------------------------------- |
| 8. Oktober 1978                                          |                                                          | Stimmenanteile (%)                                       | 39,75                                                    | 49,24                                                    | 8,19                                                     | –                                                        | –                                                        | 2,58                                                     |
| 8. Oktober 1978                                          | 8                                                        | Grundmandate                                             | 3                                                        | 4                                                        | 0                                                        | –                                                        | –                                                        | 0                                                        |
| 24. April 1983                                           |                                                          | Stimmenanteile (%)                                       | 38,97                                                    | 49,51                                                    | 6,04                                                     | 3,63                                                     | –                                                        | 1,85                                                     |
| 24. April 1983                                           | 6                                                        | Grundmandate                                             | 2                                                        | 3                                                        | 0                                                        | 0                                                        | –                                                        | 0                                                        |
| 18. November 1987                                        |                                                          | Stimmenanteile (%)                                       | 37,63                                                    | 42,36                                                    | 10,52                                                    | 6,97                                                     | –                                                        | 2,51                                                     |
| 18. November 1987                                        | 6                                                        | Grundmandate                                             | 2                                                        | 2                                                        | 0                                                        | 0                                                        | –                                                        | 0                                                        |
| 10. November 1991                                        |                                                          | Stimmenanteile (%)                                       | 33,94                                                    | 25,81                                                    | 20,61                                                    | 15,77                                                    | –                                                        | 3,87                                                     |
| 10. November 1991                                        | 6                                                        | Grundmandate                                             | 2                                                        | 1                                                        | 1                                                        | 1                                                        | –                                                        | 0                                                        |
| 13. Oktober 1996                                         |                                                          | Stimmenanteile (%)                                       | 27,65                                                    | 21,22                                                    | 22,54                                                    | 14,91                                                    | 12,06                                                    | 1,62                                                     |
| 13. Oktober 1996                                         | 6                                                        | Grundmandate                                             | 1                                                        | 1                                                        | 1                                                        | 1                                                        | 0                                                        | 0                                                        |
| 25. März 2001                                            |                                                          | Stimmenanteile (%)                                       | 32,00                                                    | 21,70                                                    | 16,51                                                    | 23,91                                                    | 5,16                                                     | 0,72                                                     |
| 25. März 2001                                            | 5                                                        | Grundmandate                                             | 2                                                        | 1                                                        | 1                                                        | 1                                                        | 0                                                        | 0                                                        |
| 23. Oktober 2005                                         |                                                          | Stimmenanteile (%)                                       | 34,00                                                    | 24,76                                                    | 8,99                                                     | 29,28                                                    | –                                                        | 2,97                                                     |
| 23. Oktober 2005                                         | 5                                                        | Grundmandate                                             | 2                                                        | 1                                                        | 0                                                        | 2                                                        | –                                                        | 0                                                        |
| 10. Oktober 2010                                         |                                                          | Stimmenanteile (%)                                       | 37,28                                                    | 19,03                                                    | 14,15                                                    | 24,92                                                    | 1,27                                                     | 3,36                                                     |
| 10. Oktober 2010                                         | 5                                                        | Grundmandate                                             | 2                                                        | 1                                                        | 0                                                        | 1                                                        | 0                                                        | 0                                                        |
| 11. Oktober 2015                                         |                                                          | Stimmenanteile (%)                                       | 37,45                                                    | 11,57                                                    | 17,30                                                    | 22,54                                                    | 9,34                                                     | 1,80                                                     |
| 11. Oktober 2015                                         | 5                                                        | Grundmandate                                             | 2                                                        | 0                                                        | 1                                                        | 1                                                        | 0                                                        | 0                                                        |
| 11. Oktober 2020                                         |                                                          | Stimmenanteile (%)                                       | 34,40                                                    | 18,30                                                    | 3,65                                                     | 25,96                                                    | 10,66                                                    | 7,02                                                     |
| 11. Oktober 2020                                         | 5                                                        | Grundmandate                                             | 1                                                        | 1                                                        | 0                                                        | 1                                                        | 0                                                        | 0                                                        |